# Federico Amenta
Federico Amenta (Roma, 24 maggio 1979) è un ex calciatore italiano, di ruolo difensore.

## Carriera
Debutta tra i professionisti nel 1999 con l'Alessandria in Serie C2. Successivamente gioca ancora in Serie C2 nel Moncalieri e nei dilettanti con Sant'Angelo, Anziolavinio e Ostia Mare.
Torna tra i professionisti nel 2004 con il Vittoria. Dopo le esperienze con Celano e Padova, approda alla Virtus Lanciano dove nel 2012 ottiene la promozione in Serie B. Passa alla Juve Stabia nell'estate del 2016.
Era un difensore centrale molto forte fisicamente e molto abile nelle chiusure, sempre preciso e puntuale negli interventi si distingueva per un assai spiccato senso del gol grazie alla velocità e l'efficacia dei suoi inserimenti da calcio piazzato oltre a essere un ottimo colpitore di testa, questa sua caratteristica lo rendeva eccellente anche nelle chiusure sulle palle alte

## Statistiche

### Presenze e reti nei club
Statistiche aggiornate al 28 agosto 2016.
| Stagione        | Squadra         | Campionato      | Campionato | Campionato | Coppe nazionali | Coppe nazionali | Coppe nazionali | Coppe continentali | Coppe continentali | Coppe continentali | Altre coppe | Altre coppe | Altre coppe | Totale | Totale |
| Stagione        | Squadra         | Comp            | Pres       | Reti       | Comp            | Pres            | Reti            | Comp               | Pres               | Reti               | Comp        | Pres        | Reti        | Pres   | Reti   |
| --------------- | --------------- | --------------- | ---------- | ---------- | --------------- | --------------- | --------------- | ------------------ | ------------------ | ------------------ | ----------- | ----------- | ----------- | ------ | ------ |
| 2010-2011       | Lanciano        | 1D              | 16         | 1          | CI+CI-LP        | 1+1             | 0               | -                  | -                  | -                  | -           | -           | -           | 18     | 1      |
| 2011-2012       | Lanciano        | 1D              | 32+3       | 0          | CI+CI-LP        | 0               | 0               | -                  | -                  | -                  | -           | -           | -           | 35     | 0      |
| 2012-2013       | Lanciano        | B               | 32         | 2          | CI              | 1               | 0               | -                  | -                  | -                  | -           | -           | -           | 33     | 2      |
| 2013-2014       | Lanciano        | B               | 35         | 6          | CI              | 1               | 0               | -                  | -                  | -                  | -           | -           | -           | 36     | 6      |
| 2014-2015       | Lanciano        | B               | 11         | 1          | CI              | 0               | 0               | -                  | -                  | -                  | -           | -           | -           | 11     | 1      |
| 2015-2016       | Lanciano        | B               | 33+2       | 0          | CI              | 1               | 0               | -                  | -                  | -                  | -           | -           | -           | 36     | 0      |
| Totale Lanciano | Totale Lanciano | Totale Lanciano | 159+5      | 10         |                 | 5               | 0               |                    | -                  | -                  |             | -           | -           | 169    | 10     |
| 2016-2017       | Juve Stabia     | LP              | 4          | 0          | CI+CI-LP        | 1+0             | 0               | -                  | -                  | -                  | -           | -           | -           | 5      | 0      |
| Totale carriera | Totale carriera | Totale carriera | 163+5      | 10         |                 | 6               | 0               |                    | -                  | -                  |             | -           | -           | 174    | 10     |

## Palmarès

### Club

#### Competizioni nazionali
- Serie C2: 1

Alessandria: 1999-2000